# Kelvin Deaker
 Kelvin Mark Deaker, né le 19 octobre 1965 à Balclutha (Nouvelle-Zélande), est un arbitre international néo-zélandais de rugby à XV. 

## Carrière
Il a commencé sa carrière d'arbitre en 1991. Comme de nombreux arbitres, il s'est reconverti lorsqu'une blessure l'a contraint à arrêter sa carrière de joueur.
Il a arbitré son premier test match le 17 juin 2001, il s'agissait d'un match opposant l'équipe du Japon à l'équipe du Pays de Galles. 
Kelvin Deaker a arbitré notamment un match de la coupe du monde de rugby 2003, trois matchs du Tournoi des Six Nations et un match du Tri-nations (au 30-07-06).

## Palmarès
- 19 matchs internationaux (au 30 juillet 2006)